# Bundesstraße 18
De Bundesstraße 18 (ook wel B18) was een weg (bundesstraße) in Duitsland, die liep door de deelstaten Baden-Württemberg en Beieren. De B18 begon bij Lindau en liep verder langs de steden Wangen im Allgäu, Memmingen en verder naar München. De B18 is deels door de A96 vervangen en gedeeltelijk gedegradeerd naar landesstraßen en kreisstraßen.
B2 · B2a · B2R · B3 · B4 · B4R · B8 · B10 · B11 · B12 · B13 · B13n · B14 · B15 · B15n · B16 · B17 · B18 · B19 · B20 · B21 · B22 · B23 · B25 · B26 · B26a · B27 · B28 · B28a · B29 · B30 · B31 · B31a · B32 · B33 · B33a · B34 · B35 · B36 · B37 · B38 · B38a · B39 · B44 · B45 · B47 · B85 · B89 · B131n · B173 · B276 · B278 · B279 · B285 · B286 · B287 · B289 · B290 · B291 · B292 · B293 · B294 · B295 · B296 · B297 · B298 · B299 · B300 · B301 · B302 · B303 · B304 · B305 · B306 · B307 · B308 · B309 · B310 · B311 · B312 · B313 · B314 · B315 · B316 · B317 · B318 · B319 · B340 · B378 · B388 · B415 · B425 · B426 · B462 · B463 · B464 · B465 · B466 · B467 · B468 · B469 · B470 · B471 · B472 · B491 · B492 · B500 · B505 · B512 · B523 · B532 · B533 · B535 · B588 · B999